# Картахенский собор
Картахенский собор Санта-Мария-ла-Вьеха (исп. La Catedral de Santa María la Vieja) — бывший кафедральный собор города Картахены.

## История
В настоящее время собор представляет собой руины. Формально он является кафедрой епархии Картахены, но де-факто её основным собором является Мурсийский собор.
Сам собор известен с XIII века, когда в 1250 году Папой Римским была восстановлена епархия Картахены. Епископом новой епархии стал францисканский монах Педро Гальего, духовник Альфонсо X.
Существуют разногласия, имел ли храм, существовавший на месте Санта-Мария-ла-Вьеха статус собора. В записях Средневековья и эпохи Возрождения здание упоминается как Высокая церковь (Iglesia Mayor), а Старый собор упоминается лишь с XVIII века. В конце XIX века основы средневековой церкви рухнули, позже здание восстановили по проекту архитектора Виктора Бельтри, в романском стиле с использованием элементов стиля модерн.
25 июля 1936 года во время боевых действий Испанской гражданской войны собор был повреждён, уничтожен алтарь. В 1939 году бомбёжка франкистов уничтожила северную часть здания, после чего собор был покинут.
Развалины собора являются национальным памятником Испании. В 1988 году при раскопках около руин был обнаружен римский театр; выяснилось, что старый собор был сооружён в верхней части театра, а при строительстве использовались материалы из античного строения.